# PenAir
PenAir – nieistniejąca amerykańska linia lotnicza z siedzibą w Anchorage, w stanie Alaska.
5 lipca 2020 linia zaprzestała prowadzenia działalności.